# Giáo hoàng Piô VII
Piô VII là vị giáo hoàng thứ 251 của Giáo hội Công giáo.
Theo niên giám tòa thánh năm 1806 thì ông đắc cử Giáo hoàng vào ngày 14 tháng 3 năm 1800 và ở ngôi trong 23 năm 5 tháng 6 ngày. Niên giám tòa thánh năm 2003 xác định ngày đắc cử Giáo hoàng là ngày 14 tháng 3 năm 1800, ngày khai mạc chức vụ mục tử đoàn chiên chúa là ngày 21 tháng 3 và kết thúc triều đại của mình vào ngày 20 tháng 8 năm 1823.

## Trước khi thành giáo hoàng

### Gia đình
Pius VII có tên khai sinh là Barnaba Nicolò Maria Luigi Chiaramonti sinh ngày 14 tháng 8 năm 1740 tại Cesena, Romagne, Ý. 
Là con trai của bá tước Scipiona Chiaramonti và mẹ là nữ nam tước Giovanna Chiaramonti. 
Ông thuộc một gia đình quý tộc xưa đã bị sa sút, có quan hệ bà con với gia đình Braschi (Pius VI xuất thân từ gia đình này). 

## Vào đan viện Biển Đức
Lúc 9 tuổi, ông được cho đan viện Bênêđictô Santa-Maria del Monte, ở Cesena. Năm 1756, lúc 14 tuổi, ông được nhận làm tập sinh. 
Hai năm sau, ông mặc áo dòng dưới tên Grêgôriô. Ông học ở đan viện Santa Giustina của Pađua, bị tòa thẩm tra nghi là theo thuyết Jansenius rồi ở Sant’Anselmo, tại Rôma.
Trong số người ký nhận Tự điển Lý Luận các khoa học, nghệ thuật và nghề nghiệp, (1751-72) có tên Luigi Chiaramonti. Ông giao cho Valadier sửa lại Piazza del Popolo nổi tiếng và tái lập Tu Hội Chúa Giêsu.
Ngày 21 tháng 9 năm 1765, ông được thu phong linh mục và sau đó ít lâu nhận bằng tiến sĩ thần học. Sau đó giảng dạy ở đan viện San-Giovani của Parma, đất quận công cởi mở với những ý tưởng mới. Lúc bấy giờ, ông tán thành quyển Bách khoa từ điển của Đỉeot và tỏ ra tò mò với những ý tưởng của Locke và Condillac.
Ông phiên dịch quyển Essai sur l’origine des connaissances humaines (Tiểu luận về nguồn gốc các kiến thức của con người). Năm 1775, ông quay về học viện Sant’Anselmo với tư cách là giáo sư. Sau đó, ông được bổ nhiệm làm viện phụ thực thụ của đan viện Bênêđictô.

### Tổng Giám mục và hồng y
Năm 1782, ông nhận từ người anh họ và là đồng hương của ông, Pius VI áo tổng Giám mục Tivoli.
Hai năm sau, khi ông 42 tuổi, ông được nhận mũ hồng y và giáo phận Imola.
Năm 1796, giáo phận của ông bị xâm chiếm bởi các đoàn quân Pháp do Napoleon Bonaparte chỉ huy.
Được gọi về Rôma năm 1797, ông đứng về phe những người ôn hòa và ủng hộ những cuộc đàm phán dẫn đến hiệp ước Tolentino. Trong một bức thư gửi cho các cư dân của giáo phận ông yêu cầu họ:
"trong tình huống thay đổi chính phủ hiện nay (...) nên phục tùng thẩm quyền của vị tướng tổng Tư lệnh thắng trận của quân đội Pháp". Trong bài giảng lễ Giáng sinh năm 1797, ông cũng khẳng định:
"Anh em rất thân mến, hình thức chính phủ dân chủ mà chúng ta thừa nhận hoàn toàn không đi ngược lại những châm ngôn mà tôi đã phát biểu trước đây, cũng không trái ngược với tin mừng; ngược lại nó đòi hỏi những nhân đức cao cả mà chúng ta có thể học được ở trường của Đức Giêsu Kitô (...) Vâng! Anh em thân mến, hãy là những Kitô hữu tốt và anh em sẽ là những người dân chủ tuyệt vời. 

## Giáo hoàng

### Bầu cử
Khi Giáo hoàng Piô VI, tù nhân của những người cách mạng ở Pháp đã qua đời, 35 hồng y nhóm họp ở Venise. Ngày 1 tháng 12 năm 1799, hồng y Bênêđitô Chiaramonti tham dự cơ mật viện đã được nước Áo đón tiếp. Cơ mật viện này quy tụ các hồng y ở đảo Saint-Georges-Majeur, xứ Venise.
Ngay từ những lần bỏ phiếu đầu tiên, ông ủng hộ hồng y Bellisomi người được Pius VI che chở và là ứng viên của phe Braschi. Thế nhưng một thiểu số người Pháp và người Áo điều khiển, đã cản trợ việc ấy.
Phe Braschi lúc bấy giờ nhiều lần thay đổi ứng viên, nhưng không thành công. Sự ứng cử của hồng y người Savoie là Gerdil khiến đối tượng ứng cử giáo hoàng không thuộc về phía nước Áo.
Người thư ký trẻ của cơ mật viện, Đức ông Consalvi lúc bấy giờ đẩy Chiaramonti lên trước và ông này được bầu ngày 14 tháng 3 năm 1800, sau 104 ngày họp cơ mật viện.
Ông là một con người khá cởi mở đến với những tư tưởng mới, người từng tuyên bố thể chế dân chủ có thể hợp với phúc âm lên làm Giáo hoàng vào ngày 14 tháng 3 năm 1800. Ông lấy tên là Piô VII để tôn kính vị tiền nhiệm, có biệt danh là "giáo hoàng tử đạo".

### Đăng quang giáo hoàng
Lập tức ông bổ nhiệm Consalvi làm quyền tổng trưởng ngoại giao. Ngày 21 tháng 3, ông đăng quang tại Saint-Georges-Majeur, vì nước Áo đã từ chối không cho ông đăng quang ở Vương cung thánh đường Saint-Marc.
Do đó, ông khước từ lời mời của hoàng đế Francois II và từ chối đi đến Viên. Ông vào Rôma ngày 3 tháng 7 năm 1800.
Khi vào Rôma, ông nhận thấy những người của Napoleon chiếm đóng kinh đô của ông. Các lãnh thổ Giáo hoàng không được ổn định do các cuộc chiến tranh cách mạng. Vì vậy, Pius VII yêu cầu hồng y Consalvi tổng trưởng ngoại giao bắt tay vào việc phục hưng. 

### Cải cách nhà nước
Piô VII tập hợp quanh mình những giám chức cải cách và bắt đầu bằng việc ân xá những người theo phe Pháp. Ông hình thành 4 hội đoàn đoàn hồng y để xem xét việc cải cách nhà nước.
Công việc của họ được hệ thống hóa trong sắc chỉ Post diuturnas ngày 30 tháng 10 năm 1800: các cơ quan của Pius VI được giữ nguyên nhưng cải cách. Do đó các viên chức giáo dân xâm nhập vào chính quyền Giáo hoàng, đặc biệt là trong việc thu hoạch hằng năm hoặc trong quân ngũ.
Một đoản sắc thiết lập sự tự do thương mại đối với những thực phẩm. Một cải cách tiền tệ, năm 1801 có chủ đích giới hạn sự lạm phát. Tiếp theo nó là một sự cải cách thuế, biến 32 thứ thuế thành một thuế thân cá nhân, thuế dativa.
Những cải cách này chạm phải sự phản đối của hồng y đoàn và các Giám mục. Mặc dù đã sáng lập một đội vệ binh quý tộc, giới quý tộc vẫn không hài lòng. Khi Consalvi phải rời nhiệm sở của mình 1806, thì chính sách táo bạo của ông cũng bị quyên lãng.
Về phụng vụ, năm 1801, ông đã ban một ân xá tòa thánh cho những lời ngợi khen đền tạ những sự xúc phạm lộng ngôn, được các tín hữu Công giáo đọc khi chầu phép lành Thánh thể để tha thứ những lời lăng nhục xúc phạm đến Thiên chúa.

## Quan hệ với Bonaparte

### Hiệp ước Côngcoócđa

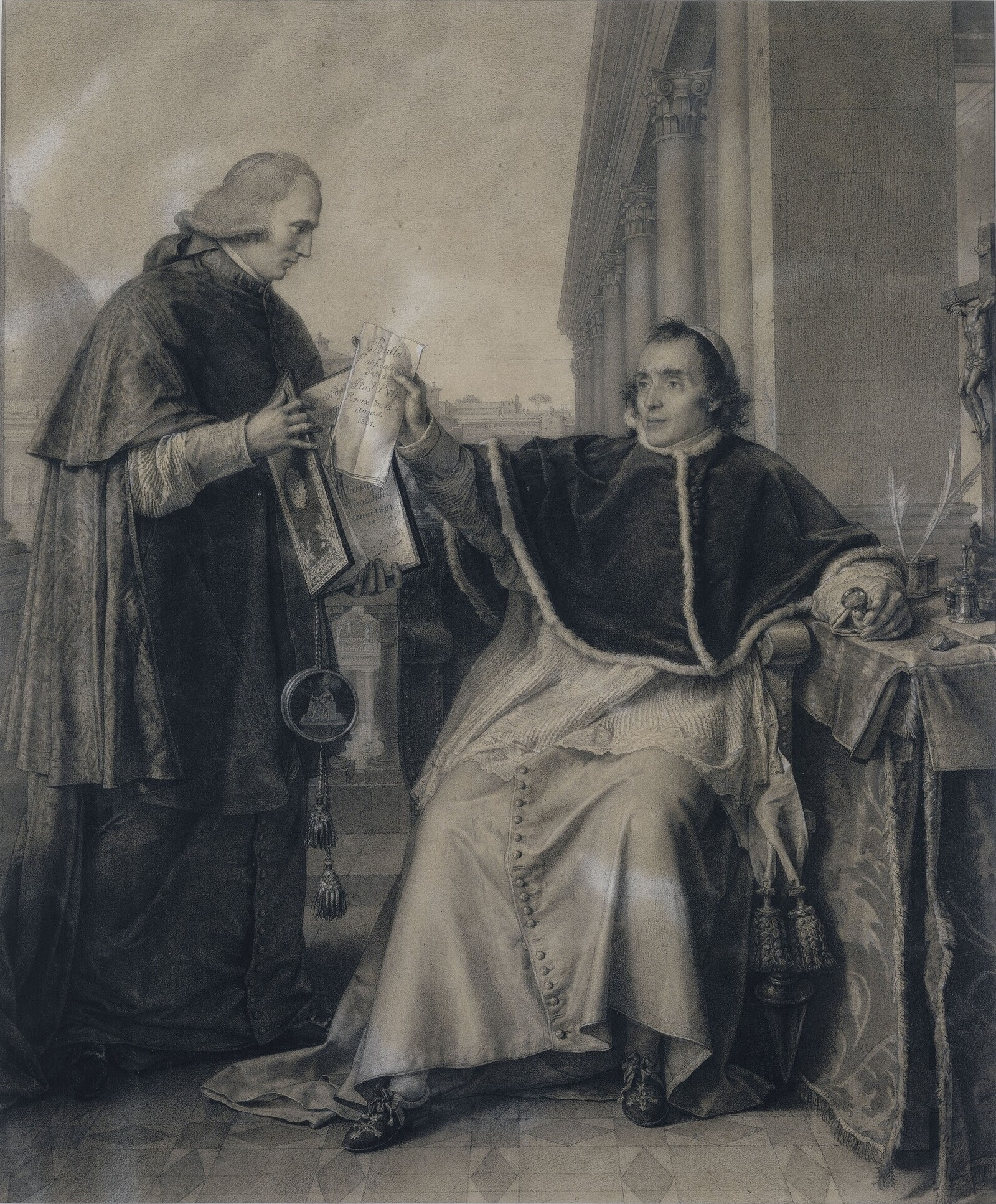
Ký kết Concordat giữa Pháp và Tòa Thánh. (Trong hình, Hồng y Consalvi nhận phê chuẩn hiệp ước của Đức Giáo hoàng)

Sau chiến thắng Marengo (5.6.1800), Napoleon Bonaparte ngỏ ý muốn điều đình với tòa thánh vì ông nhận thấy cần phải thông hảo với Roma để tái lập trật tự trong tư tưởng cũng như trong đời sống.
Một thỏa ước được Hồng y Tổng trưởng Ngoại giao Consalvi điều đình đã thu xếp, năm 1801, tình huống của Giáo hội ở Pháp. Hiệp ước được ký kết ngày 15 tháng 7 năm 1801 được mệnh danh là Côngcoócđa và ngày 15 tháng 4 năm 1802, bản sắc lệnh mà căn cứ vào đó để Napoleon thi hành và quy định tổ chức mới của Giáo hội Thiên chúa giáo ở Pháp.
Theo đó, Napoleon Bonaparte thừa nhận Thiên chúa giáo là "tôn giáo của đại đa số công dân Pháp, nhưng không phải là tôn giáo của quốc gia Pháp, cũng như thời trước cách mạng. Các giáo phận được phân chia lại ranh giới: 10 tòa tổng Giám mục và 50 tòa Giám mục. Chính phủ bổ nhiệm các Giám mục, nhưng quyền thừa nhận chiếu theo giáo luật thuộc tòa thánh. Các Giám mục và linh mục hứa trung thành với Chính phủ, và chính phủ phải lo cho có lương bổng xứng đáng.
Đáp lại, giáo hoàng cam kết không bao giờ yêu sách đòi lại đất đai và tài sản của Giáo hội đã bị tịch thu trong thời kỳ cách mạng, và người mua có quyền giữ mà không mắc vạ nữa. Về hàng Giám mục cũ, trước cũng như trong thời cách mạng. Tòa thánh buộc từ chức hết để thiết lập một hàng giáo phẩm mới. 
"Chính phủ nước Cộng Hòa nhìn nhận đạo Công giáo tông truyền và Roma là tôn giáo chiếm đa số công dân. 
Giáo hoàng cũng nhìn nhận tôn giáo này đã sa sút và hiện vẫn chờ thiện ích lớn nhất, cũng như vinh dự lớn nhất, được tái lập việc phụng tự công giáo tại Pháp và tuyên xưng niềm tin riêng biệt mà các Tổng Tài nước Cộng Hòa đã làm. Vì thế, sau khi hiểu biết lẫn nhau, vì lợi ích tôn giáo cũng như gìn giữ bình yên trong nước, nay thỏa thuận như sau: 
1. Đạo công giáo tông truyền và Rôma sẽ được tự do sinh hoạt tại Pháp; việc phượng tự được công khai phù hợp với luật lệ an ninh mà chính phủ xét là cần thiết vì trật tự chung. 
2. Việc phân chia mới các ranh giới địa phận tại Pháp sẽ được Tòa Thánh cùng chính phủ thực hiện. 
3. Giáo hoàng tuyên bố cho những vị có chức Giám mục ở Pháp rằng Ông chờ đợi nơi họ với sự tín nhiệm vững chắc, mọi loại hy sinh kể cả tòa Giám mục, vì lợi ích hòa bình và hiệp nhất. (JC.Để đọc LSGH II, t.100) ".
Khi Bonaparte đưa bản Côngcoócđa cho quốc hội bỏ phiếu, ông kèm thêm 77 khoản về tổ chức. Theo đó, mọi văn kiện Tòa Thánh, và các sứ thần Tòa Thánh phải được phép của chính phủ mới được Phổ biến hay hoạt động tại Pháp, bản văn cũng buộc dạy trong chủng viện tuyên ngôn Pháp Giáo 1682.
Piô VII có phản đối nhưng vô ích. Dù sao, lễ phục sinh năm 1802, người ta đã mừng trọng thể việc tái lập lễ nghi Công giáo tại Vương cung thánh đường Paris. Cũng tháng đó, Chateaubriand, xuất bản cuốn "Tinh hoa Ki-tô giáo".

### Tấn phong Bonaparte
Ngày 19 tháng 4 năm 1804, Nghị viện ra một nghị quyết. Theo nghị quyết ấy thì Napoleon Bonaparte được phong làm hoàng đế nước Pháp theo chế độ thế tập. Napoleon muốn Giáo hoàng đích thân đến dự lễ lên ngôi của ông như 1000 năm trước đây, Đức Leo III đã làm đối với Charlemagne. Nhưng nếu Charlemagne đến Roma để được Giáo hoàng tấn phong thì Napoleon muốn Giáo hoàng đích thân đến Pari.
Giáo hoàng Pio VII hoảng sợ và căm tức khi biết được ý muốn của Napoleon. Các cận thần của Giáo hoàng cố gắng an ủi Giáo hoàng bằng cách dẫn giải các thí dụ lịch sử xưa kia.
Thế nhưng Rome đang nằm trong vòng uy hiếp của quân đội Pháp đóng ở miền bắc và miền trung nước Ý. Giáo hoàng Pio VII đành phải làm theo yêu sách của Napoleon, nhưng Ông cũng cố đòi một số mảnh đất nhỏ ở miền bắc đất Thánh mà trước đây Napoleon đã chiếm đoạt. Nhưng yêu cầu của Giáo hoàng Pio VII, Hồng y Côngxenvi và hồng y đoàn đã không được Napoleon đáp ứng.
Khi mời Giáo hoàng, Napoleon đã hứa với các Hồng y là sẽ đi đón Giáo hoàng. Napoleon đã đi đón nhưng ông lại vận bộ đồ đi săn, có thợ săn, lính tiền trạm và chó vây quanh, và đã gặp Giáo hoàng ở rừng Phôngtennôblô ở vùng lân cận Pari vài bước, nơi Napoleon đang ở. Đoàn của Giáo hoàng dừng lại, Giáo hoàng được mời xuống xe và qua đường cái để lên xe của hoàng đế, nhưng Napoleon thì không xuống xe tiếp đón.
Ngày 2 tháng 12 năm 1804, Lễ đăng quang của Napoleon được cử hành ở nhà thờ Đức Bà Paris. Bất ngờ đối với Giáo hoàng và trái với thủ tục đã định trước. Khi Giáo hoàng Pio VII sắp đặt mũ miện lên đầu hoàng đế thì bất chợp Napoleon giằng lấy mũ triều thiên ở tay Giáo hoàng và tự đặt lên đầu mình.
Piô VII được tiếp tại khắp các miền đất Pháp. Hàng giáo phẩm Pháp không tiếc lời ca tụng Napoléon: Đấng Chúa xức dầu, Đavít mới, Constantin, Charlemagne... và dành một chỗ đặc biệt nói về bổn phận đối với hoàng đế trong sách giáo lý 1806.

### Căng thẳng giữa giáo hoàng và hoàng đế

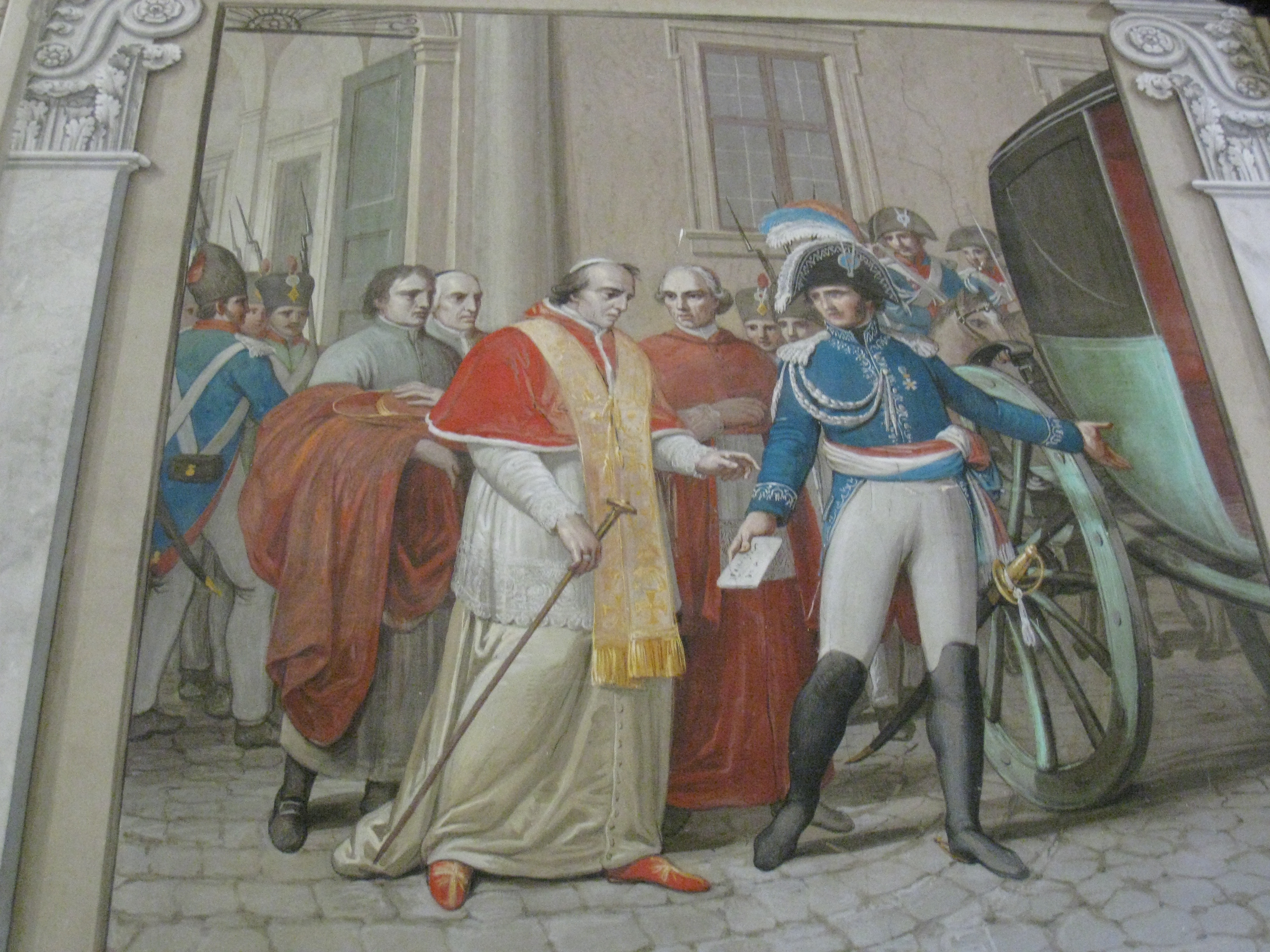
Bảo tàng Chiaramonti. Bắt giữ Giáo hoàng Piô VII vào đêm 5 rạng sáng ngày 6 tháng 7 năm 1809.

Nhưng năm 1806, giai đoạn căng thẳng giữa Giáo hoàng - hoàng đế bắt đầu. Napoléon yêu cầu Giáo hoàng ngưng buôn bán với Anh quốc, nhưng Pio VII từ chối. Thế là tháng 2-1808 quân Pháp chiếm đóng Roma; tháng 5-1809 Lãnh địa Giáo hoàng bị sáp nhập vào đế quốc Pháp. Pio VII phản ứng bằng bản vạ tuyệt thông những kẻ xâm lăng... Tháng 7, ông bị bắt đưa về quản chế ở Savonna (gần Gênes) cho đến năm 1812. Dù bị cản trở, bản vạ tuyệt thông vẫn được Phổ biến tại Pháp.
Tháng 12 năm 1809, Napoleon đòi ly dị Joséphine (không có con trai) để cưới công chúa nước Áo Marie-Louise. Mặc dù các Giám mục Paris đã cho phép hoàng đế ly dị Joséphine nhưng Pio VII vẫn tuyên bố hôn nhân này không thành (1810).

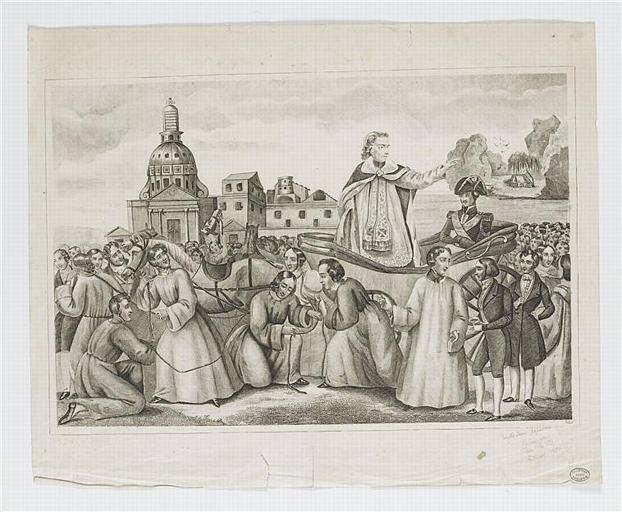
Quay trở lại Rôma của giáo hoàng Piô VII

Thêm vào đó, tình hình căng thẳng hơn do việc Giáo hoàng không thừa nhận các Giám mục mới được Napoléon bổ nhiệm. Hoàng đế triệu tập Công đồng toàn quốc tại Paris năm 1811. Các Giám mục Pháp xác định mình trung thành với Tòa Thánh, nhưng lại không muốn làm phật ý hoàng đế, nên chấp nhận đi thuyết phục Pio VII nhưng vị Giáo hoàng vẫn không chịu nhượng bộ.
Tháng 6-1812, Napoléon áp giải Giáo hoàng về Fontainnebleau, một lần nữa ông bắt ép Giáo hoàng ký nhận. Tại đây, ngày 25-1-1813, bị cô lập, Giáo hoàng đã yếu đuối ký một thỏa ước mới (1813) chấp nhận chỉ bổ nhiệm một phần ba Hồng y đoàn, các ông hoàng công giáo bổ nhiệm các vị hồng y khác và tôn trọng Bốn điều khoản của năm 1692.
Sau đó Giáo hoàng rút lời, ông vội ra một tông thư khác (23-3) hủy bỏ bản văn trên và tiếp tục chịu làm tù nhân.
Năm sau, Napoléon bị thua liên minh các nước Âu Châu, Piô VII trở về Rôma ngày 24-5-1814 và thiếp lập lại Dòng Tên ngày 7.8.1814, để minh chứng sự độc lập của mình.Trong tông chiếu Sillicitudo-omnium Ecclesiarum ông nói: "Những tay lái đầy kinh nghiệm và hùng tráng của con thuyền Phê-rô này, sẽ có một sứ mạng đặc biệt trong thế kỳ XIX".

## Quan hệ với các nước

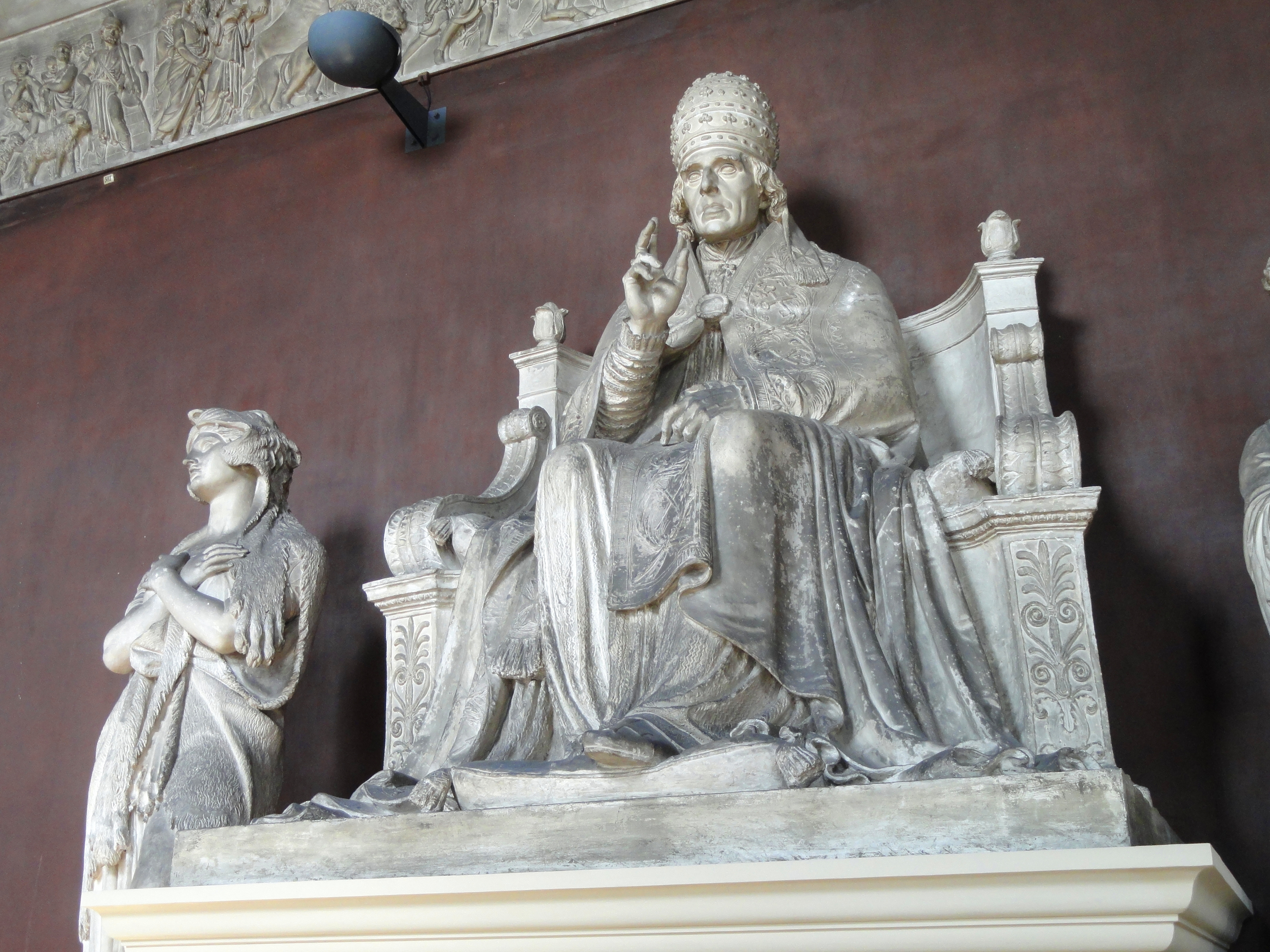
Tượng Piô VII của nhà điêu khắc Bertel Thorvaldsen

Sau khi Napoleon bị lật đổ và lưu đày ở Elba, Giáo hội Công giáo Pháp được phục hồi và quyền bính của Giáo hoàng được tái xác nhận. 
Lúc đó, Piô VII ký kết nhiều thỏa ước, được điều đình bởi Consalvi, với nhiều quyền lực Âu châu, cả Công giáo lẫn Tin lành và cả với hoàng đế nước Nga.
Năm 1817, một hiệp ước được ký kết giữa Tòa thánh và Bavaria theo đó nhà vua bổ nhiệm Giám mục, Giáo hoàng thừa nhận theo giao luật.
Nhiều quốc gia như Wurtemberg, Hesse, Nassau thuộc các ông hoàng Tin lành cũng muốn điều đình với Tòa thánh nhưng họ đặt quá nhiều điều kiện nên bị bác bỏ (1818).
Ngày 16.7.1821, sau 5 năm điều đình với đại sứ Phổ tại Roma, Giáo hoàng Pio VII ban hành tông chiếu De saltute animarum giải quyết những vấn đề bang giao giữa Tòa thánh và Phổ. 
Tại hội nghị ở Vienne, Giáo hoàng Pio VII và người quốc vụ khanh khôn khéo của mình là Consalvi đã đòi hỏi được, tuy vất vả, sự phục hồi lại nhà nước Giáo hoàng, coi như là sự đảm bảo chắc chắn cho sự độc lập của Tòa thánh.
Ngày 6 tháng 10 năm 1822, sắc chỉ của Giáo hoàng phục hưng 30 giáo phận trong nước Pháp. Chính sau những cuộc mặc cả dài với chính phủ của Louis XVIII, Pius VII mới chấp nhận phục hưng 30 trong số các giáo phận đã bị hủy bỏ khi có hiến chế dân sự về hàng giáo sĩ trong thời cách mạng Pháp.
Piô VII từ trần tại Rôma ngày 20 tháng 8 năm 1823.